# Carsoli
Carsoli est une commune de la province de L'Aquila, dans les Abruzzes, en Italie.

## Géographie

### Hameaux
Colli di Montebove, Pietrasecca, Poggio Cinolfo, Tufo Basso, Tufo Alto, Villaromana, Montesabinese, Villetta.

### Communes limitrophes
Collalto Sabino (RI), Nespolo (RI), Oricola, Pereto, Pescorocchiano (RI), Sante Marie, Tagliacozzo, Turania (RI), Vivaro Romano (RM).

## Administration
| Période                                  | Période  | Identité      | Étiquette     | Qualité |
| ---------------------------------------- | -------- | ------------- | ------------- | ------- |
| 27 mai 2003                              | En cours | Luciano Lauri | Centro-Destra |         |
| Les données manquantes sont à compléter. |          |               |               |         |